# بني القيسي (كعيدنة)

تعديل مصدري - تعديل

بني القيسي هي إحدى قرى عزلة سواخ بمديرية كعيدنة التابعة لمحافظة حجة، بلغ تعداد سكانها 212 نسمة حسب تعداد اليمن لعام 2004.